# Przestrojnik jurtina
Przestrojnik jurtina, przestrojnik wielki (Maniola jurtina) – owad z rzędu motyli, z rodziny rusałkowatych (Nymphalidae).

## Cechy
Skrzydła o rozpiętości 40–52 mm. Wyraźnie zaznaczony dymorfizm płciowy. Wierzch skrzydeł samca ciemnobrunatny z ukośną, ciemniejszą smugą zawierającą łuski zapachowe. Na wierzchołku przedniego skrzydła niewielkie czarne oczko z żółtą obwódką i niekiedy białą kropką w środku. Samica większa od samca z brunatnym wierzchem skrzydeł. Na przednim skrzydle występuje pomarańczowe rozjaśnienie; oczko na wierzchołku duże z białą kropką. Zewnętrzny brzeg tylnego skrzydła mocno pofalowany.

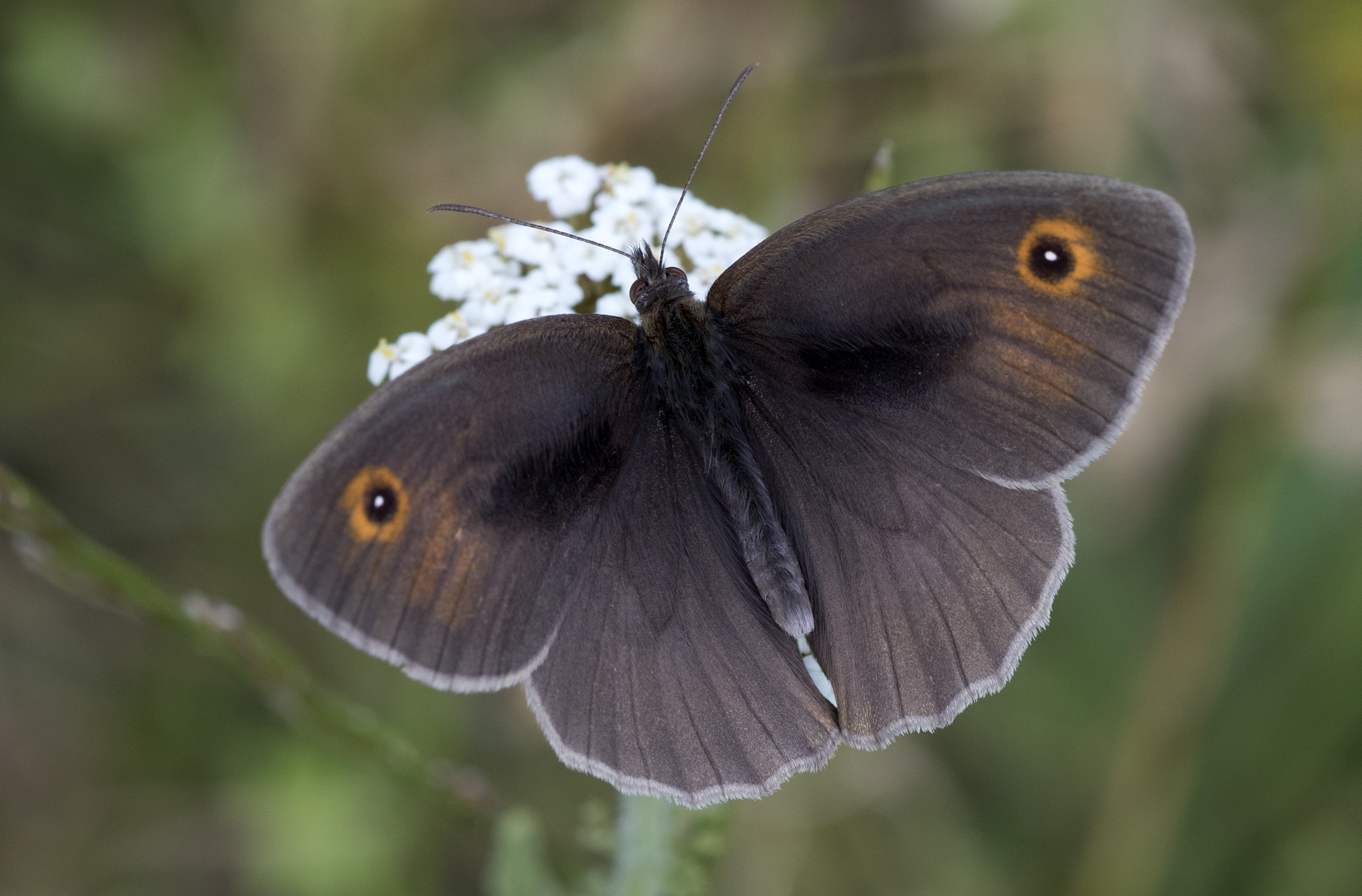
Samiec
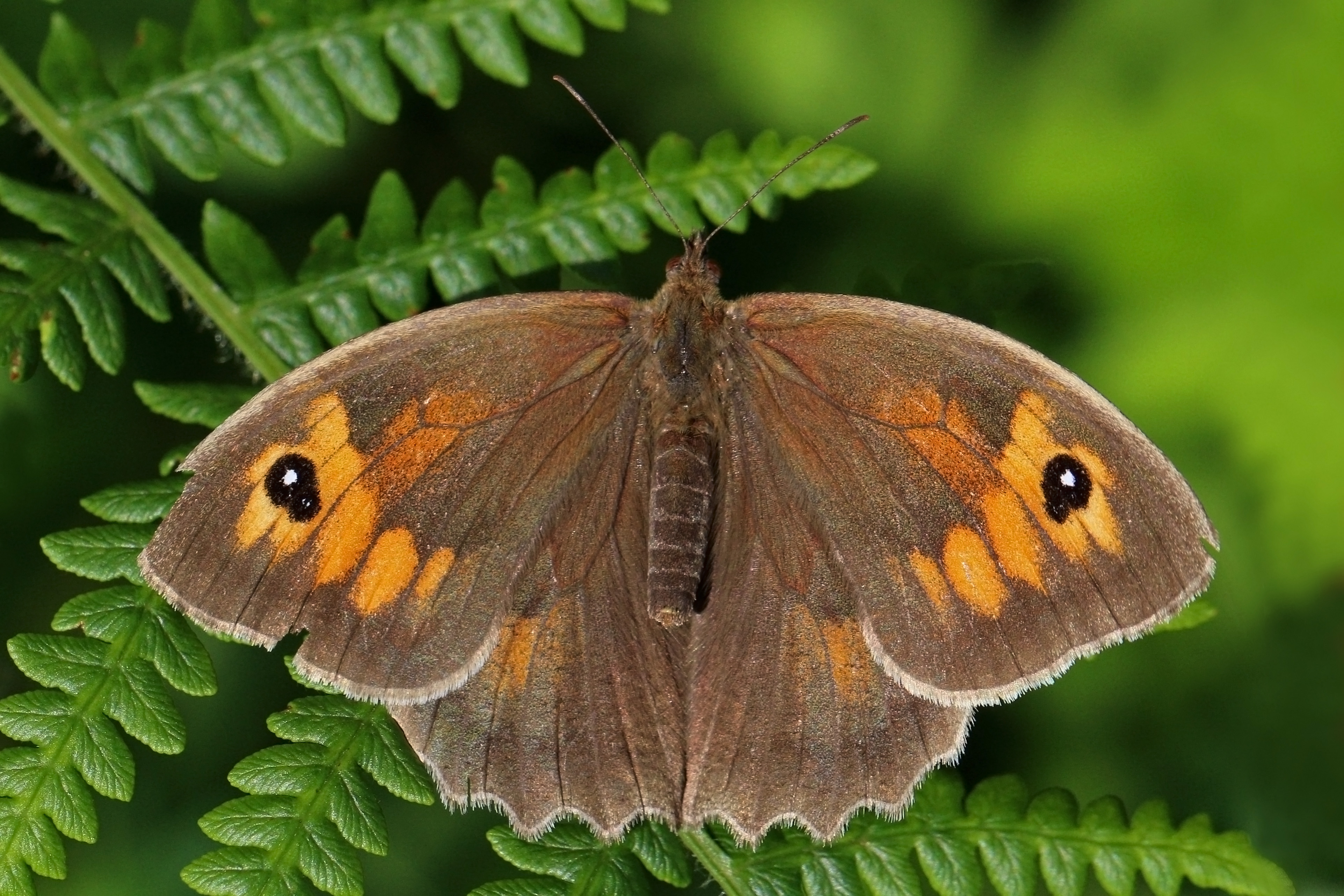
Samica

## Biologia i ekologia
Zimuje w stadium gąsienicy. Gąsienice żerują na wielu gatunkach traw np. życicy trwałej, kostrzewie czerwonej czy wiechlinie łąkowej. Przepoczwarcza się na liściach lub źdźbłach traw nisko nad ziemią. Dorosłe pojawiają się w jednym pokoleniu od końca czerwca do końca sierpnia. Można go spotkać na leśnych drogach, polanach, zrębach, śródleśnych łąkach; zarówno na siedliskach wilgotnych jak i suchych.

## Rozmieszczenie geograficzne
Od Półwyspu Iberyjskiego po Japonię. W Polsce pospolity i szeroko rozpowszechniony.